# Лейла Халед

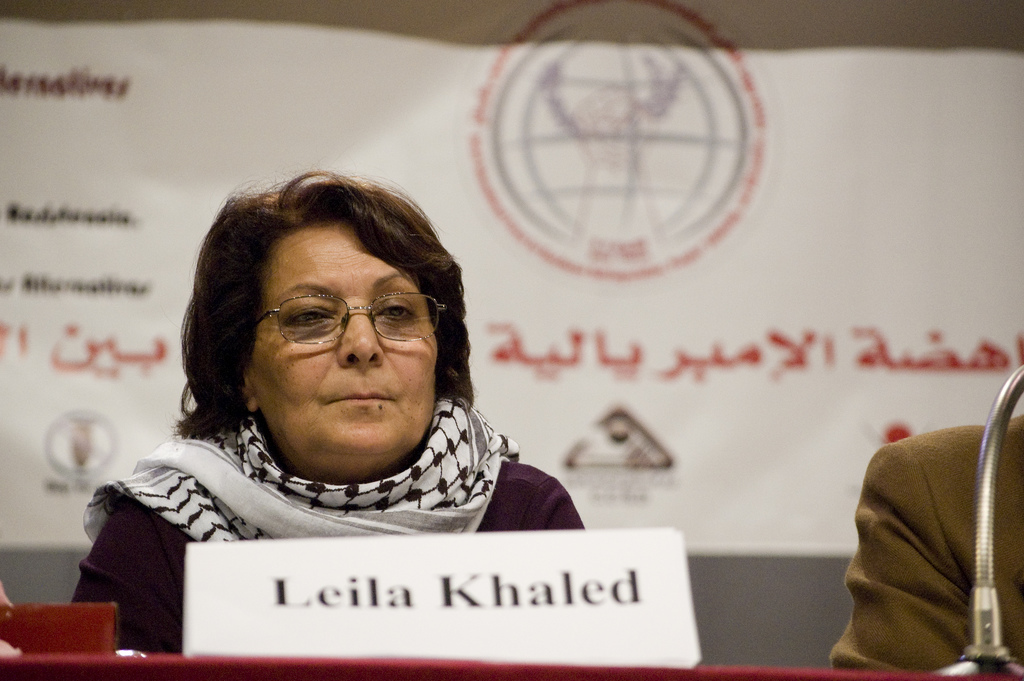
Лейла Халед, 2009

Графіті з Лейлою Халед, Західний берег річки Йордан.

Лейла Халед (араб. ليلى خالد‎‎, івр. ליילה ח'אלד, нар. 9 квітня 1944 в Хайфі) — палестинська політична діячка, учасниця Народного фронту звільнення Палестини, визнаного терористичною організацією у США, Канаді, ЄС, Великій Британії та Ізраїлі. 
Здобула широку славу завдяки участі у захопленні пасажирських літаків у 1969-1970 роках, організованих НФЗП. 29 серпня 1969 року взяла участь у захопленні ізраїльського літака, що мав летіти з Риму до Афін, але екіпаж був змушений повернути до Дамаску в Сирії. За її словами, поставила перед пілотом вимогу, аби літак пролетів над Хайфою — її рідним містом, яке вона не мала права відвідати. Літак приземлився в Дамаску, де після евакуації пасажирів його було підірвано. Ніхто з пасажирів не постраждав. Тоді ж військовий фотограф Едді Адамс сфотографував її в мундирі кольору хакі та палестинській куфії. Через рік взяла участь у захопленні іншого літака.
З чоловіком і синами мешкає в Аммані, Йорданія. Про неї було знято документальний фільм "Лейла Халед — Викрадачка" (Leila Khaled - Hijacker, режисерка Ліна Макбу).